# غابور تاكاس
غابور تاكاس (بالمجرية: Takács Gábor)‏ هو راكب الكنو مجري، ولد في 2 أكتوبر 1959 في بودابست في المجر، وتوفي في 4 مايو 2007.

## وصلات خارجية
- غابور تاكاس على موقع أوليمبيديا (الإنجليزية)